# Közönséges kalmár
A közönséges kalmár (Loligo vulgaris) a fejlábúak (Cephalopoda) osztályának kalmárok (Teuthida) rendjébe, ezen belül a Loliginidae családjába tartozó faj.
A Loligo kalmárnem típusfaja.

## Előfordulása
A közönséges kalmár előfordulási területe az európai és az afrikai partok mentén van. Széles körben elterjedt a Földközi-, az Adriai- és az Északi-tengerekben, valamint az Atlanti-óceán keleti részén, Skóciától és az Ír-tengertől egészen a Guineai-öbölig. Az állománysűrűsége az Északi-tengerben és Nyugat-Afrika partjainál a legnagyobb.
Korábban úgy vélték, hogy a Loligo vulgaris reynaudii nevű alfaján keresztül, az előfordulási területe délre lenyúlik a Dél-afrikai Köztársaságig, viszont manapság már tudjuk, hogy ez egy külön fajt alkot, a Loligo reynaudiit.

## Megjelenése
A hosszúkás, közepesen karcsú és henger alakú testét borító bőrköpenye legfeljebb 40 centiméter hosszú. Az oldalain elhelyezkedő úszói, melyek csak a test közepéig érnek, fentről vagy alulról nézve rombuszos megjelenést kölcsönöznek az állatnak. Habár segítenek az úszásban, vagy inkább az irányváltásban, a gyors helyváltoztatást egy mozgékony, húsos cső alakú szerv, az úgynevezett tölcsér segíti. A feje eléggé kicsi, viszont a szemei nagyok és átlátszó hártya borítja. Mind a legtöbb kalmár esetében tíz karja van: nyolc rövidebb és két hosszabb, úgynevezett fogókar. A szája csőrszerű kemény képződmény. A hím negyedik, bal oldali karja a párzásban játszik szerepet. Habár a bőrköpenye elérheti a 30-40 centiméteres hosszúságot, általában csak 15-20 centiméteresre nő meg. A hím általában nagyobb, mint a nőstény és a növekedése is gyorsabb. Általában szürkés-átlátszó vagy vöröses színű, de a kromatóforák segítségével színváltoztatásra képes.

## Életmódja
A kontinentális self sekélyebb vizű részeit választja otthonául. Megtalálható a vízfelszínétől egészen 500 méteres mélységig. Az élőhelye változatos lehet, egyaránt kedveli az iszapos és homokos tengerfenéket. Ragadozó életmódot folytat. Halakkal és rákokkal táplálkozik, de ha táplálékhiány van, akkor a kannibalizmust sem hagyja ki.
Ezen a kalmáron a Pennella varians nevű evezőlábú rák (Copepoda) élősködik.

## Szaporodása
Évszaktól függően kisebb vándorlásokat tesznek. A meleg hónapokban északabbra és a sekélyebb vizekbe vándorolnak, míg a hidegebb hónapokban délebbre és a mélyebb vizekbe költöznek vissza. A szaporodás 20-80 méter mélyen történik meg. Egész évben szaporodhatnak, azonban a legtöbben a nyár végén és kora ősszel teszik ezt. Egy nőstény akár 20 ezer petét is rakhat; ezeket gélszerű masszába fogja össze. Ezt a burkot pedig a tengerfenékre ragasztja. A kikeléshez 25 napi 22 Celsius-fok, vagy 45 napi 12-14 Celsius-fok kell. A megtermékenyített peték számát a hím határozza meg; általában a másodszor szaporodó hím több petét termékenyít meg, mint az első szaporodóévében levő fajtársa. A kis kalmár, amely júniusban kelt ki, decemberben már 12 centiméteres, áprilisig még 13-14 centimétert nőhet. A nőstény 2 évet, a hím körülbelül 3 évet él.

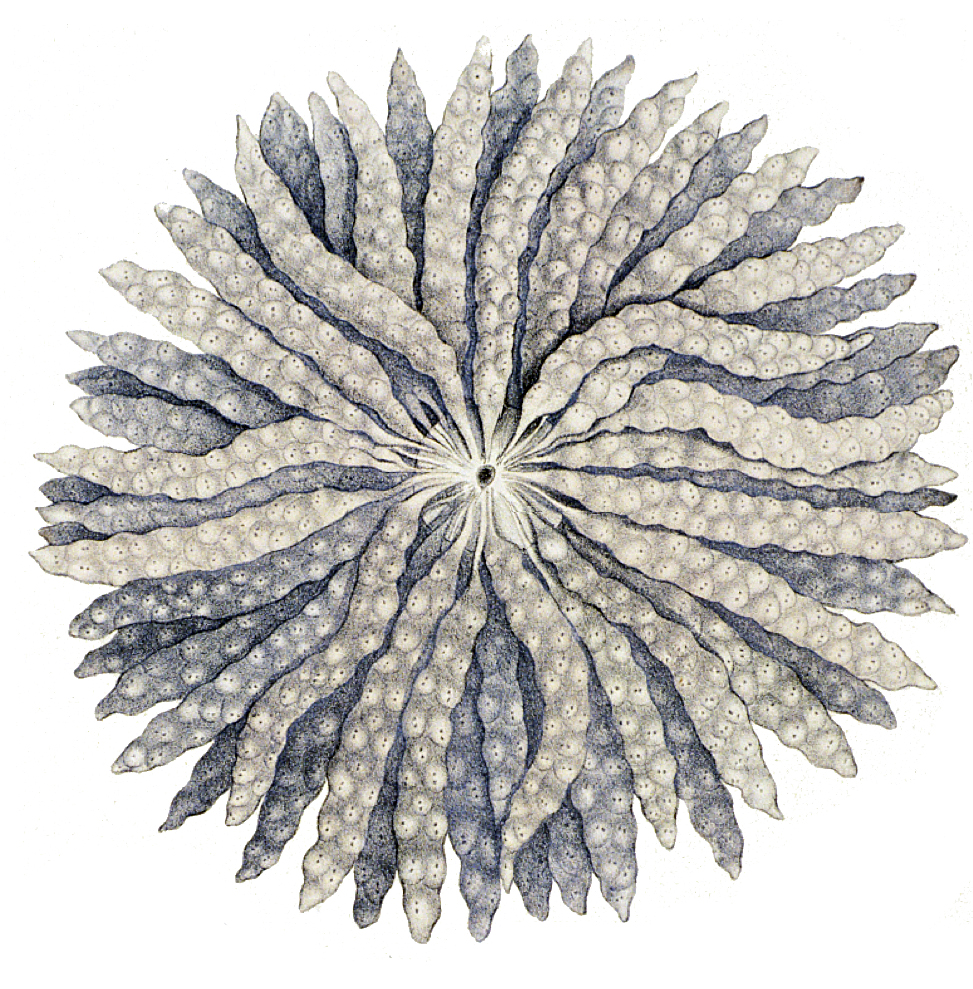
A gélszerű tokokban levő peték
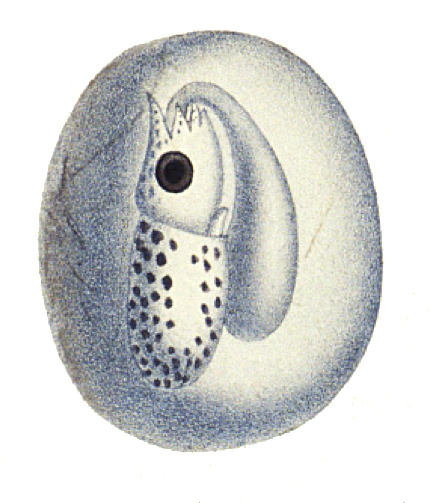
Fiatal embrió
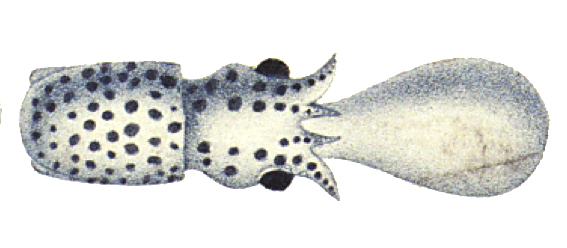
Fejlettebb embrió
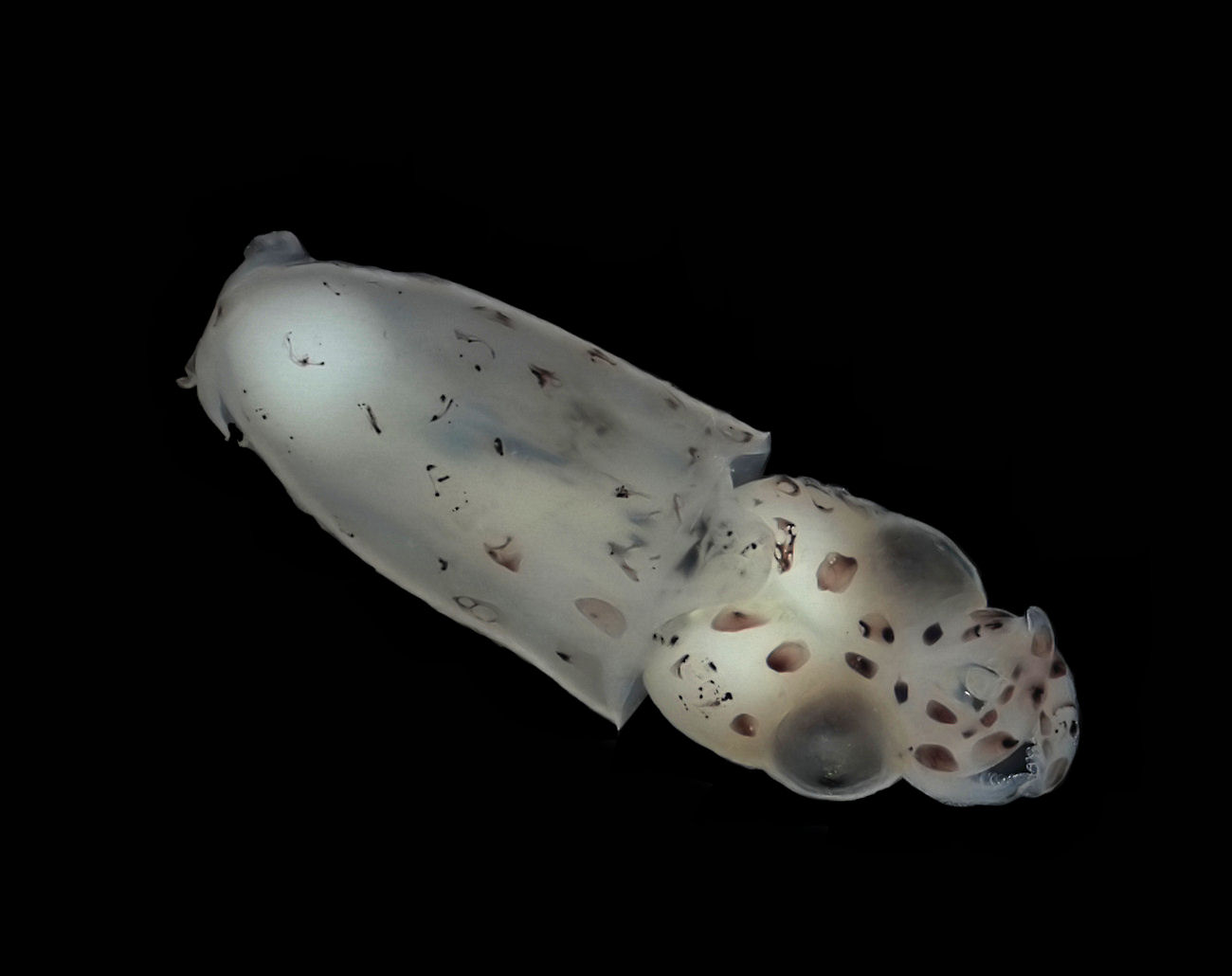
Fiatal példány

## Felhasználása
Elterjedésének egész területén az ember ipari mértékben halássza a közönséges kalmárt. Az Adriai-tengerből évente 1000-1500 tonnát halásznak.

## Képek

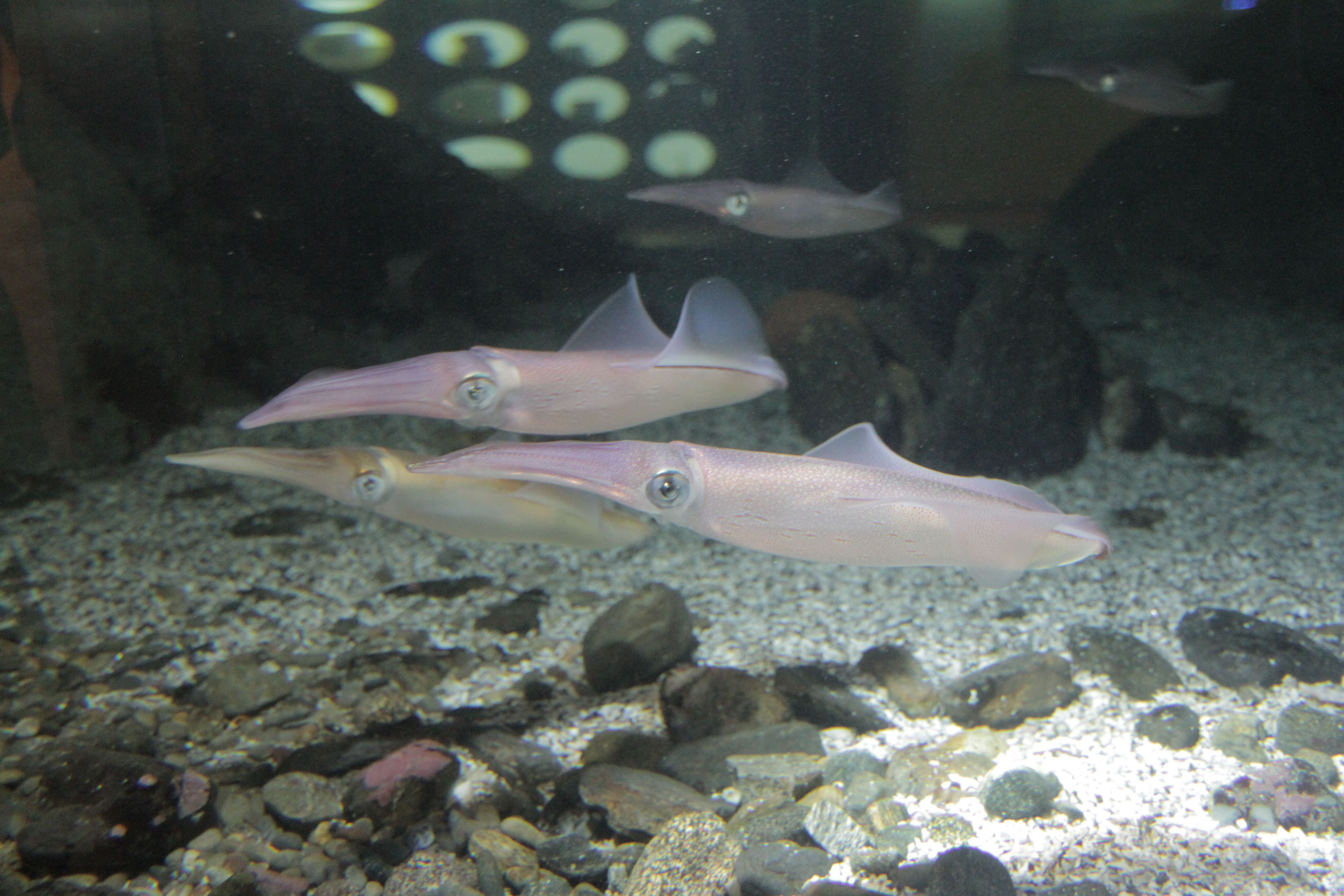
Akváriumban
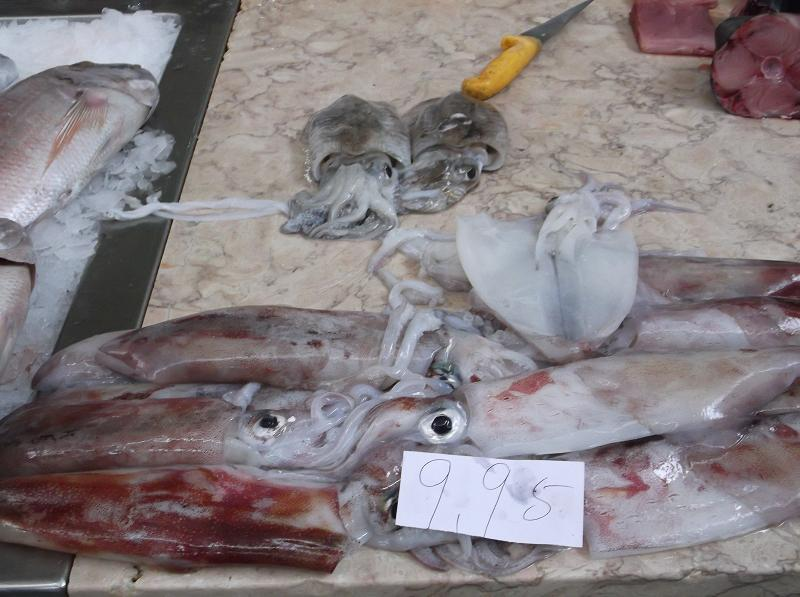
Halpiacon
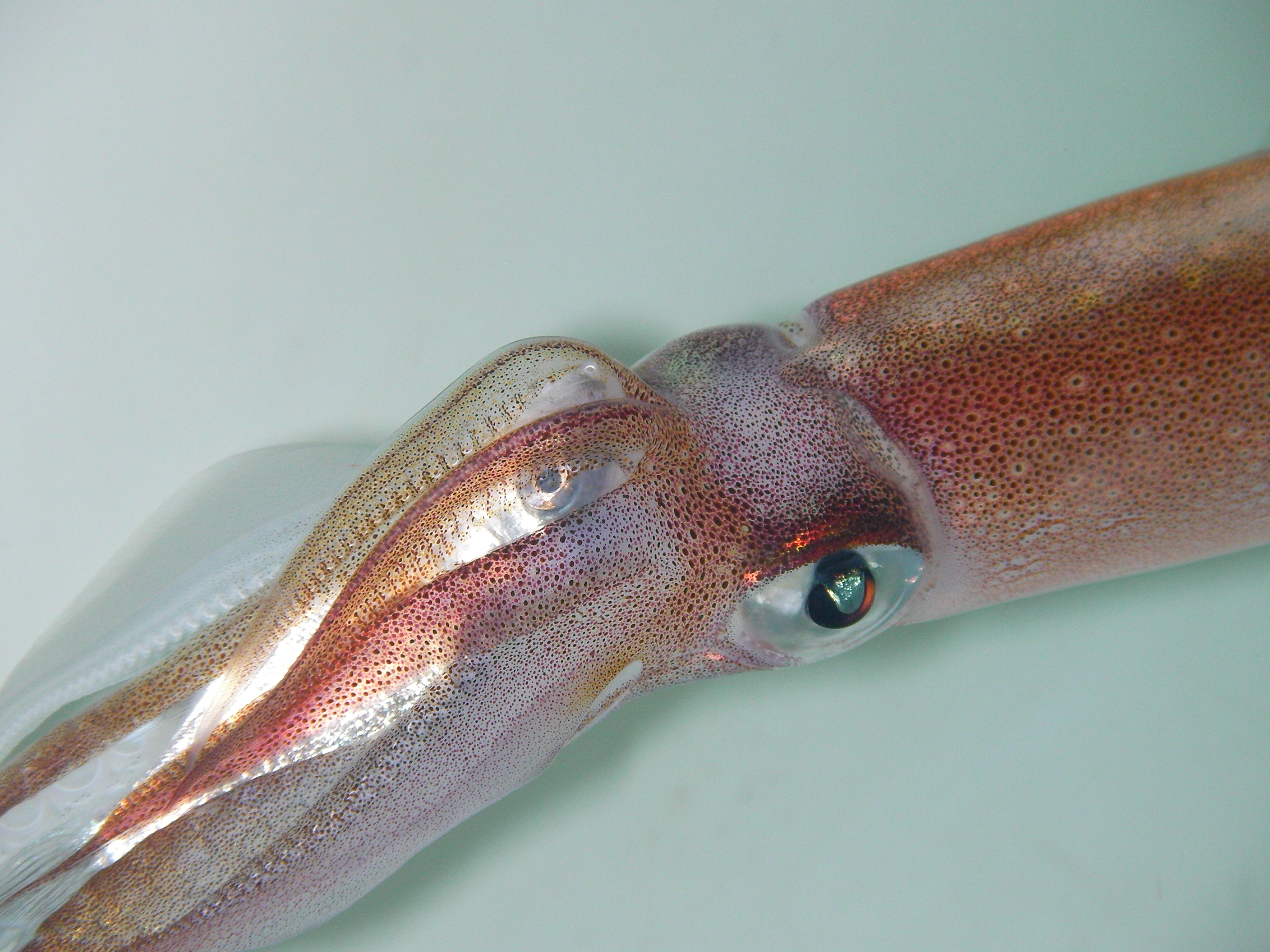
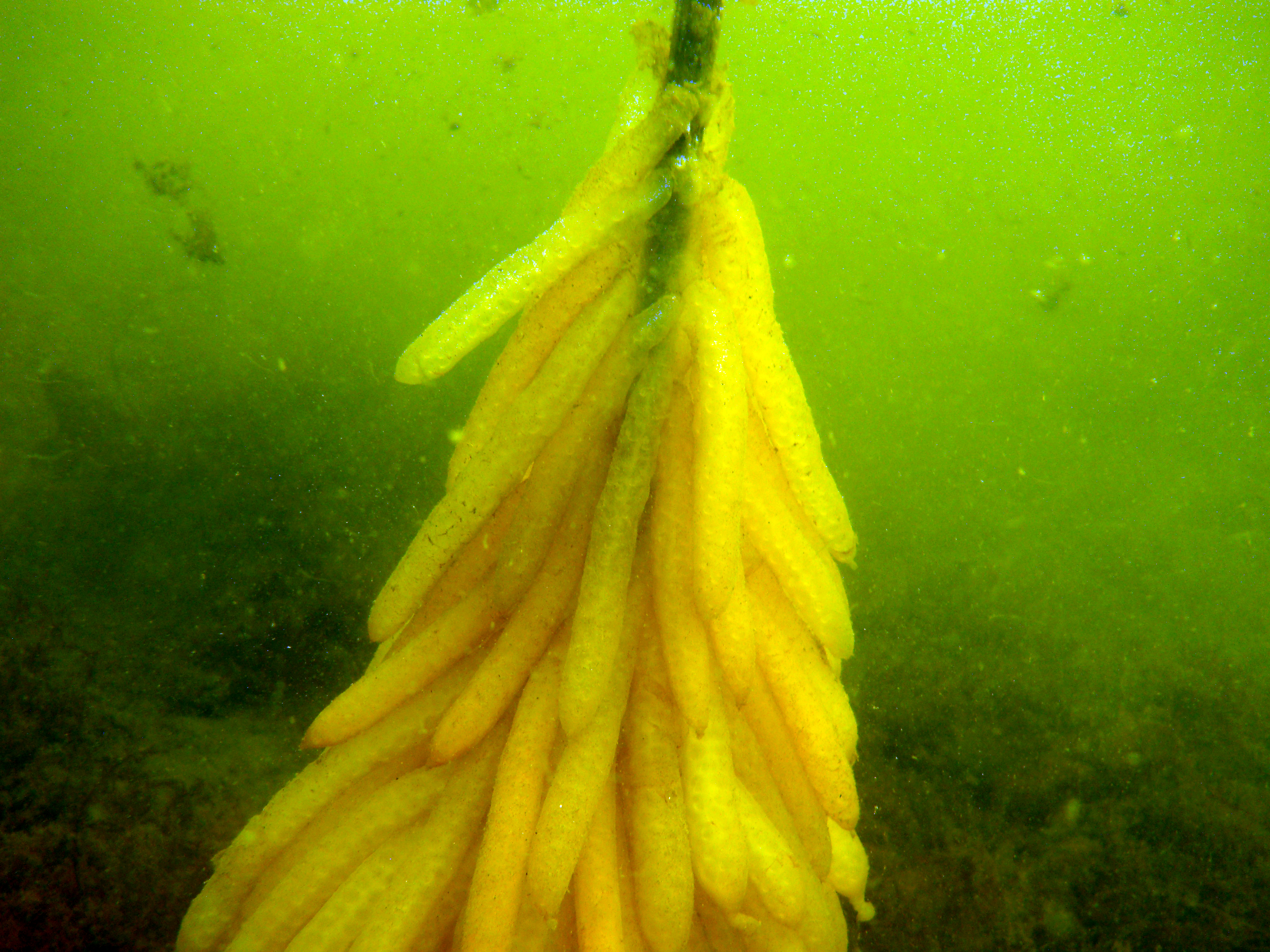
A fürtökben álló géltokok
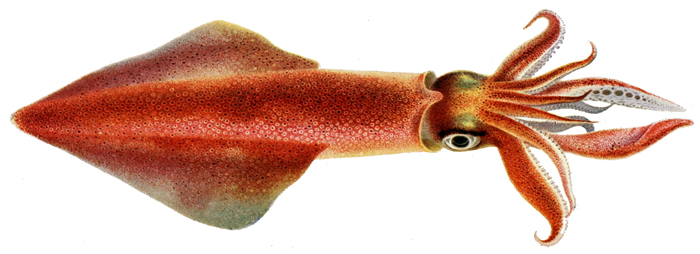
Rajzok az
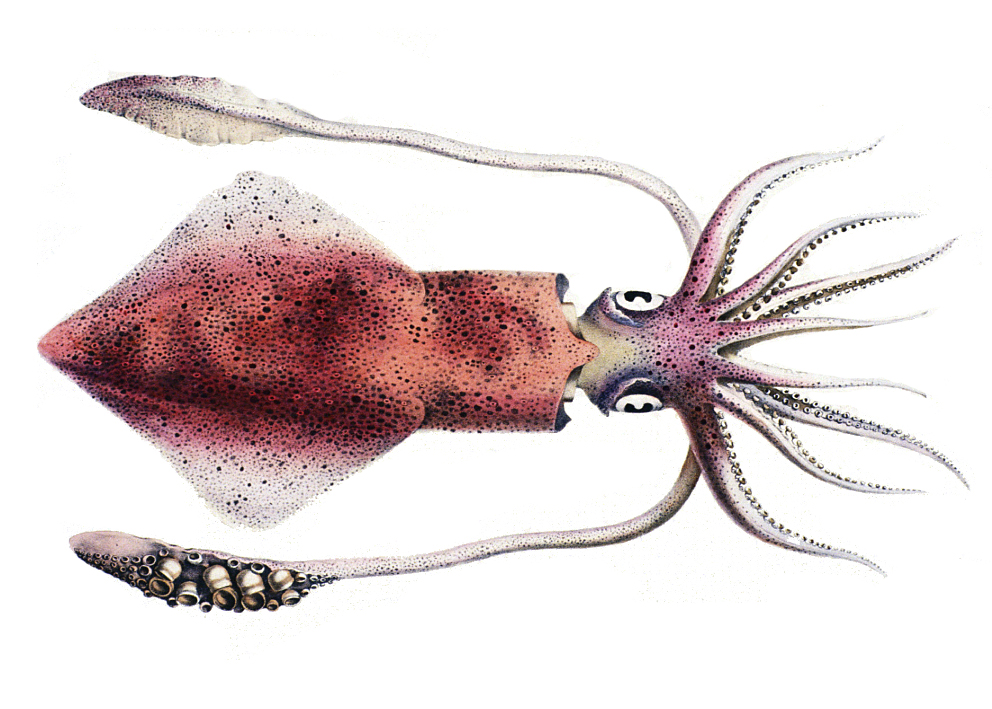
állatról

### Fordítás
- Ez a szócikk részben vagy egészben  az   European squid című angol Wikipédia-szócikk ezen változatának fordításán alapul.  Az eredeti cikk szerkesztőit annak laptörténete sorolja fel. Ez a jelzés csupán a megfogalmazás eredetét és a szerzői jogokat jelzi, nem szolgál a cikkben szereplő információk forrásmegjelöléseként.